# Arlen Siu
Arlen Siu Bermúdez (ur. 15 lipca 1955, zm. 1 sierpnia 1975) – nikaraguańska partyzantka i poetka.

## Życiorys
Urodziła się w Jinotepe w departamencie Carazo. Jej ojciec pochodził z prowincji Guangdong w południowo-wschodnich Chinach. W Nikaragui osiedlił się pod koniec lat 40. XX wieku. Matka natomiast pochodziła z Dolores. Podstawy edukacji odebrała w Colegio Sagrado Corazón de Jesús w rodzinnym mieście, następnie kształciła się w Colegio Immaculada w Diriamba. Podjęła studia z zakresu psychologii społecznej na Universidad Nacional Autónoma de Nicaragua (UNAN) w Leónie.
Wcześnie zaangażowała się w działalność społeczną, brała udział w kampanii na rzecz zwiększenia alfabetyzacji w społecznościach wiejskich, brała udział w protestach głodowych w kościołach stolicy (1972). Jako osiemnastolatka nawiązała kontakt z Sandinistowskim Frontem Wyzwolenia Narodowego (Frente Sandinista de Liberación Nacional, FSLN). W pracy konspiracyjnej posługiwała się pseudonimem Mireya. Zginęła w potyczce z siłami rządowymi w El Sauce w departamencie León. Burzliwe okoliczności śmierci uczyniły z niej męczenniczkę rewolucji sandinistowskiej.
Autorka cenionych wierszy i piosenek, była również uzdolniona muzycznie. Skreślony jej piórem utwór María Rural, zainspirowany nędzą dotykającą nikaraguańskie kobiety, zyskał dużą popularność. Ze względu na chińskie korzenie często była nazywana Chineczką z Jinotepe.